# Whitmore Village
Pour les articles homonymes, voir Whitmore.
Whitmore Village est un census-designated place (CDP) situé dans le comté d'Honolulu, dans l'État d'Hawaï, aux États-Unis. Sa population s'élève à 4 499 habitants en 2010.

## Géographie
|  |                  |         |
|  | Whitmore Village |         |
|  |                  | Wahiawa |

Situé dans le centre de l'île d'Oʻahu, Whitmore Village se trouve aux coordonnées 21° 30′ 52″ N, 158° 01′ 31″ O (21.514550, -158.025358), à une altitude d'environ 300 mètres. D'après le Bureau du recensement des États-Unis, la CDP s'étend sur un territoire de 2,3 km2, dont 1,08 % est recouvert d'eau.

## Démographie
| 2000  | 2010  | - | - | - | - |
| ----- | ----- | - | - | - | - |
| 2 825 | 4 499 | - | - | - | - |